# Tarnów

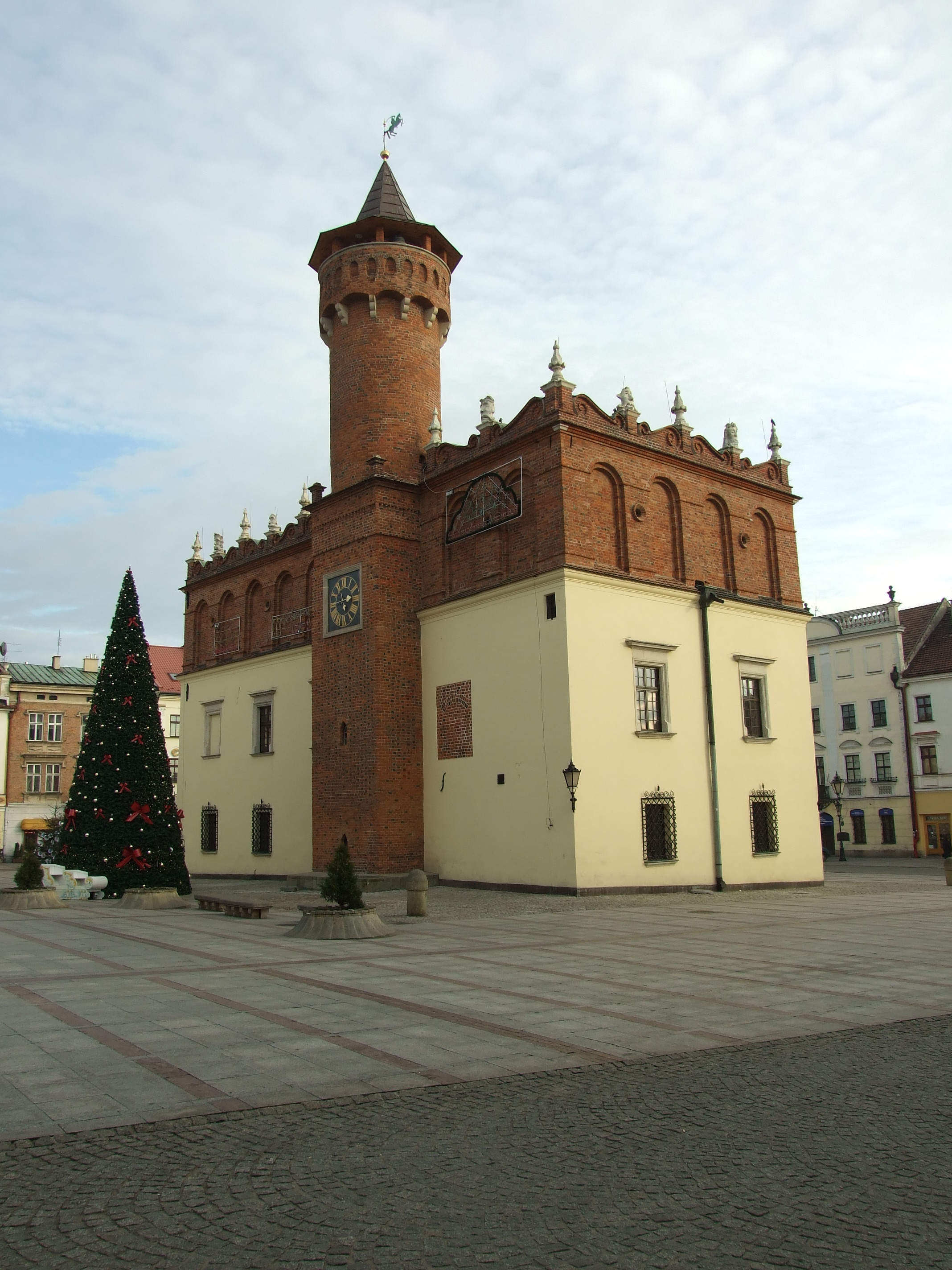

Tarnów là một thành phố Ba Lan. Thành phố này thuộc tỉnh. Thành phố có diện tích  km², dân số người.